# Octotiara russelli
Octotiara russelli är en nässeldjursart som beskrevs av Paul Torben Lassenius Kramp 1953. Octotiara russelli ingår i släktet Octotiara och familjen Pandeidae. Inga underarter finns listade i Catalogue of Life.